# Хайнрих XIII (Бавария)
Хайнрих XIII (на немски: Heinrich von Wittelsbach; * 19 ноември 1235; † 3 февруари 1290, Бургхаузен) от фамилията Вителсбахи, е като Хайнрих XIII от 1253 г. херцог на Бавария и пфалцграф на Рейн, от 1255 г. като Хайнрих I първият херцог на Долна Бавария, с което той основава династичната линия Вителсбах-Долна Бавария. От 1276 до 1278 г. е щатхалтер на Австрия.

## Произход и брак
Той е вторият син на баварския херцог Ото II († 1253) и принцеса Агнес фон Брауншвайг (1201 – 1267), втората дъщеря на пфалцграф Хайнрих V фон Брауншвайг († 1227) от фамилията Велфи и на Агнес фон Хоенщауфен († 1204), дъщеря на пфалцграф Конрад Хоенщауфен. По-малък брат е на Лудвиг II (1229 – 1294) и на Елизабет (1227 – 1273), която се омъжва през 1246 г. за крал Конрад IV (1228 – 1254).
През 1247 г. той е сгоден за принцеса Елизабет Унгарска (1236 – 1271), дъщеря на крал Бела IV. Двамата се женят през 1250 г.

## Управление
След смъртта на баща му Хайнрих поема през ноември 1253 г. заедно с брат си Лудвиг II управлението на Бавария и на Пфалц. На 28 март 1255 г. двамата с Лудвиг си поделят херцогството. Хайнрих получава по-плодородната Долна Бавария, а брат му Лудвиг получава Пфалц и Херцогство Горна Бавария, където прави град Мюнхен за резиденция.
Хайнрих ръководи от 1255 г. първото голямо престрояване на замъка към Бургхаузен, който заедно със замъка Траусниц в Ландсхут му служи за резиденция.
През август 1257 г. бохемският крал Отокар II нахлува в Долна Бавария и стига близо до Ландсхут. През октомври 1258 г. Хайнрих с помощта на брат му го побеждава при Мюлдорф на Ин. След няколко други битки Хайнрих и Отокар II сключват договор през януари 1273 и през октомври 1274 г. се срещат в Писек, за да се съвещават за тяхната опозиция против крал Рудолф I Хабсбургски. Отокар му предлага женитба между втората му дъщеря Катарина и Ото, синът на Хайнрих. Хайнрих обаче преминава през 1275 г. към Рудолф. Отокар загубва подарените му земи.
Рудоф преминава през Дунав, където се среща с войска на Хайнрих и тръгва против Австрия. През октомври 1276 г. Рудоф постига връщането на Австрия към империята. Хайнрих става на 21 ноември 1276 г. викар (щатхалтер) в Австрия и остава на служба до юни 1278 г. След това той отива отново в лагера на Отокар. През 1279 г. Ото и Катарина се женят във Виена.
Хайнрих умира през 1290 г. и е погребан в манастира Зелигентал.

## Семейство
Хайнрих се жени през 1250 г. за Елизабет Унгарска (* 1236, † 1271), дъщеря на Бела IV, крал на Унгария, Хърватия и Щирия от династията Арпади, и Мария Ласкарина, дъщеря на византийския император Теодор I Ласкарис. Двамата имат десет деца:
- Агнес (1254 – 1315), монахиня в манастир Зелигентал
- Агнес (1255 – 1260)
- Агнес (1256 – 1260)
- Елизабет (1258 – 1314), умира като монахиня в манастир Зелигентал
- Ото III (1261 – 1312) ∞ 1279 във Виена за Катарина Хабсбургска (1256?–1282), дъщеря на Рудолф I
- Хайнрих (1262 – 1280)
- София (1264 – 1284), ∞ 1277 в Ландсхут за Попо VIII фон Хенеберг (1279 – 1291)
- Катарина (1267 – 1310), ∞ 1277 за Фридрих Тута (1269 – 1291), маркграф на Лужица и маркграфство Майсен
- Лудвиг III (1269 – 1296), брак: през 1287 г. за Изабела († 1335), дъщеря на лотарингския херцог Фридрих III. Те нямат деца.
- Стефан I (1271 – 1310) ∞ 1297 за Юта (Юдит) фон Швайдниц (1285/87 – 1320), дъщеря на херцог Болко I